# NPD集团
NPD集团（NPD Group, Inc.，原National Purchase Diary）是市场调查公司。NPD集团的业务覆盖20个国家，每年调查1200万消费者，跟踪消费者在16.5万家商店的购买记录。在独立报告Honomichi Top 50中，其进入最大25家市场调查公司之列。按该报告，NPD是2013年全球第9大市场调查公司。